# 拉尔斯·布朗沃思

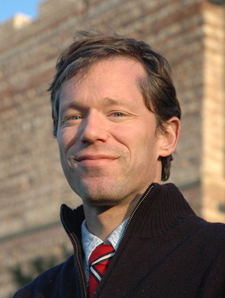
拉尔斯·布朗沃思在伊斯坦布尔

拉尔斯·布朗沃思（Lars Mehrling Brownworth，1975年—）是一位美国作家、播主。
拉尔斯·布朗沃思原为纽约州长岛石溪石溪学校的历史与政治学教师，创作了历史播客拜占庭十二帝。这个播客是拉尔斯和他的兄弟安德斯·布朗沃思一时冲动创建的。拉尔斯经常被误认为是大学教授，事实上，在播客制作时，他是一名中学历史教师。
2007年8月15日，布朗沃斯宣布辞去教职，专心著述。《拜占庭帝国：拯救西方文明的东罗马千年史》（Lost to the West: The Forgotten Byzantine Empire that Rescued Western Civilization,）于2009年9月15日出版。2014年1月3日，布朗沃斯出版了他的第二本书《诺曼风云：从蛮族到王族的三个世纪》（The Normans: From Raiders to Kings.）。他的第三本书名为《维京传奇：来自海上的战狼》（The Sea Wolves: A History of the Vikings）于2014年12月出版。《诺曼风云》和《维京传奇》都登上了《纽约时报》畅销书排行榜。他维护着一个名为寻找历史 （页面存档备份，存于）的博客，在那里他回答了读者和听众提出的问题。
他接受了《纽约时报》和全国公共广播电台的采访，为《华尔街日报》撰文。他和妻子住在马里兰州盖瑟斯堡。他曾经在马里兰州奥尔尼的华盛顿基督教学院担任历史系主任。

## 影响
布朗沃思经常被视为历史播客的先驱，他的“拜占庭十二帝”成为罗马的历史播客的直接推动者。

## 外部鏈接
- 拜占庭十二帝 （页面存档备份，存于）